# Das rote Plakat
Das rote Plakat er en tysk stumfilm fra 1920 af Emil Justitz.

## Medvirkende
- Claire Creutz
- Emmy Denner som Rhoden
- André Haase som André Delmont
- Ernst Hofmann som Blasser Kavalier
- Tatjana Irrah som Marion Diabelli
- Hans Lanser-Ludolff som Kripo
- Georg Leux
- Adolf E. Licho som Emil Storch
- Oskar Linke
- Kurt Middendorf som Dürenstein
- Ida Perry som Frau Bauer
- Georg H. Schnell som Herder
- C.W. Tetting
- Herr Wettmann
- Heinrich Wild